# Apeadero de Aroeira
El Apeadero de Aroeira es una plataforma ferroviaria desactivada de la Línea del Algarve, que servía la zona de Aroeira, en el ayuntamiento de Castromarín, en Portugal.

## Historia
Este apeadero se encuentra entre las estaciones de Tavira y Villarreal de San Antonio, habiendo este tramo entrado en servicio el 14 de abril de 1906.